# Верхне-Ерусланская волость
Верхне-Ерусланская во́лость — административно-территориальная единица, входившая в состав Новоузенского уезда Самарской губернии. Образована в 1872 году в результате разукрупнения Ерусланской волости, созданной в 1871 году из Ерусланского колонистского округа
Административный центр — село Шёндорф.
Население волости составляли преимущественно немцы, лютеране.
В период до установления советской власти волость имела аппарат волостного правления, традиционный для таких административно-территориальных единиц Российской империи.
Волость располагалась в центральной части Новоузенского уезда. Территориально волость состояла из двух участков, расположенных по обе стороны от реки Еруслан. Согласно карте уездов Самарской губернии 1912 года большая, левобережная, часть волости граничила: на северо-востоке волость - с Семёновской волостью, на юго-востоке - с Алексашкинской волостью, на юге - с Козловской волостью, на юго-западе - с чересполосным участком Краснокутской и  Лангенфельдской волостью, на западе - с основной частью Краснокутской волости, на севере - с Карпёнской волостью; правобережный участок Верхне-Ерусланской волости граничил на юго-западе с Краснокутской волостью, на севере - с Нижне-Караманской и Калужской волостью, на востоке - с Карпёнской волостью.
Территория бывшей волости является частью земель Краснокутского и Фёдоровского районов Саратовской области (административный центр области — город Саратов).

## Состав волости
| № | Населённые пункты (без хуторов) | Население (1889 год) | Население (1910 год) | Преобладающие национальности, вероисповедания | Современное состояние              |
| - | ------------------------------- | -------------------- | -------------------- | --------------------------------------------- | ---------------------------------- |
| 1 | село Гоффенталь                 | 897                  | 1460                 | немцы, лютеране                               | село Ждановка, Краснокутский район |
| 2 | село Екатериненталь (Ямы)       | 876                  | 1358                 | немцы, лютеране                               | село Ямское, Краснокутский район   |
| 3 | село Розенталь                  | 1639                 | 2723                 | немцы, лютеране                               | село Розовка, Краснокутский район  |
| 4 | село Шёндорф                    | 1297                 | 1938                 | немцы, лютеране                               | село Репное, Краснокутский район   |
| 5 | село Шёнталь                    | 1835                 | 2897                 | немцы, лютеране                               | село Долина, Фёдоровский район     |
| 6 | село Шёнфельд (Мокроус)         | 1094                 | 1932                 | немцы, лютеране                               | не существует                      |
| 7 | село Штрассендорф               | 410                  | 739                  | немцы, лютеране                               | не существует                      |
| 8 | село Ягодное (Новая Сосновка)   | 1599                 | 2229                 | немцы, лютеране                               | не существует                      |